# Шершеневич Йосип Григорович
Осип Григорович Шершеневич (1819, Одеса – 1894, Одеса)  – освітянин, перекладач, дійсний статський радник.

## Біографія
Й. Г. Шершеневич  народився  у  1819 році в  Одесі.
Вихованець педагогічного інституту та філософського відділення  Рішельєвського ліцею, випускник 1836 року.
До 1853 року  був молодшим вчителем, старшим вчителем ліцейської гімназії, помічником інспектора  Рішельєвського ліцею.
В 1853 – 1866 роках служив  інспектором Кишинівської гімназії,  був вчителем стародавніх мов та директором 2-ї одеської гімназії, викладав стародавні мови та обіймав посаду директора Рішельєвської гімназії. Згодом був віце-директором відділення Варшавської урядової комісії народної освіти, інспектором студентів  Імператорського Варшавського університету.
Від 1872 року перебував у відставці у чині дійсного статського радника.
Займався перекладацькою діяльністю, відомий повним гекзаметричним перекладом російською мовою «Енеїди» Вергілія. Був членом Одеського товариства історії та старожитностей.
Помер у листопаді 1894 року в Одесі.

## Праці
- Вергилий Марон П. Энеида. / Пер. И. Шершеневича. – Варшава: Казенная тип. при Варшавском учебном округе, 1868. – 331, [2] с.

- Из памяти одесского старожила / И. Г. Шершеневич // Крізь призму пам’яті і часу: Одеський Рішельєвський ліцей у спогадах  сучасників / автор-упоряд. О. О. Синявська. – Одеса: Бондаренко М. О., 2017. – С. 130 - 136.

## Нагороди
- Ордени Св. Володимира 4 ст., Св. Станіслава 2 ст., Св. Анни 3 ст.